# Николаос Мартис
Николаос Константину Мартис (на гръцки: Νικόλαος Κωνσταντίνου Μάρτης) е гръцки политик и историк, специалист по Македонския въпрос.

## Биография
Мартис е роден в гръцкото македонско село Мущени (Мустени), разположено в подножието на планината Кушница в 1915 година. Учи в Солунския университет и по-късно работи като адвокат в Кавала и в Атина.
През Втората световна война се сражава срещу германските нашественици, евакуиран е в Близкия изток, и по-късно взима участие в сраженията при Ел Аламейн, Римини и Атина (декември 1944 година).
Мартис е избиран седем пъти за депутат в гръцкия парламент. Бил е държавен секретар за Северна Гърция (1955 – 1956), заместник министър на министерството на търговията (1956-1958), министър на индустрията (1958-1961) и министър за Северна Гърция (1974-1981).
Най-известният труд на Мартис е „Фалшификацията на македонската история“, книга преведена на много езици, за която Мартис получава наградата на Атинската академия. Мартис защитава тезата, че древните македонци са били гърци, и че съответно културата на Древна Македония е част от гръцкото културно наследство. Мартис смята, че
| „ | македонска нация няма и не е имало... Историческите свидетелства, статистики и военни събития потвърждават, че единствените славяни в региона са сърбите и българите. Македонската битка е водена между гърци и българи... На ничия страна няма „македонци“... По време на турското управление няма такова нещо като македонска националност. В документите славяните в региона са наричани единствено „сърби“ и „българи“. | “ |

Умира на 13 ноември 2013 година в Атина.